# Fumarato de calcio
El fumarato cálcico es una sal cálcica del ácido fumárico. En la industria alimentaria se codifica como E 367 y suele emplearse como un regulador de acidez de algunos alimentos procesados.